# Дего, Барух
Барух Дего (ивр. ברוך דגו‎; род. 25 марта 1981, Эфиопия) — израильский футболист эфиопского происхождения, выступавший на позиции полузащитника.

## Ранние годы
В детстве Барух вместе с родителями и братом Мессеем переехал в Израиль — страну, которая воспитала его как футболиста. У Дего рано умер отец, его усыновил израильтянин по имени Давид Тшува. Первым клубом Баруха стал «Ирони Ашдод», который после слияния с местным «Хапоэлем» стал называться «Хапоэль Ирони».

## Взрослая карьера
В 2000 году Дего перешёл в Тель-Авивский «Маккаби», в составе которого выиграл чемпионат и стал трёхкратным обладателем Кубка Израиля. А в 2004 году он вместе с клубом вышел в групповой этап Лиги чемпионов. Однако четыре мяча, забитые Барухом на групповом этапе не помогли израильскому клубу выйти в плей-офф.
В 2003 году из «Маккаби» ушёл капитан клуба и любимец болельщиков Ави Нимни. Причиной тому, по их мнению, стало вытеснение его набиравшим популярность Дего, которого в этом году признали футболистом года в стране. Нарастал скандал, масла в огонь подлили также высказывания приёмного отца Баруха о тель-авивском клубе. В итоге, доиграв сезон 2004/05, Дего перешёл в стан непримиримых соперников «Маккаби» — столичный «Хапоэль».
В составе нового клуба Дего выиграл кубок Израиля ещё дважды.
В 2008 году перебрался в «Маккаби» Нетания, которым в то время руководил Лотар Маттеус, но сыграв всего один матч, подписал контракт с «Ашдодом».

## Достижения
- Чемпионат Израиля: 2002/03
- Обладатель Кубка Израиля (5): 2001, 2002, 2005, 2006, 2007